# 土德星君
土德星君，是道教信奉的尊神，为土星的星君，屬於地官大帝的部屬。
五星君之一。全称“中央土德地侯镇星星君”。“镇星者，土也，受火土宿之气。”姓常空，名藏睦，字躭延，夫人名空瑶，字非贤。居上枢宫或治中黄宫。“中央土德星君，黄帝之子，其精下降为灵星之神。星君戴星冠，蹑朱履，衣黄霞鹤寿之衣，执玉简悬七星宝剑，垂白玉环佩。管人间兆庶形踝虫蚁之类，雾露虹虹之属，土宿主信侯万物之事。”、“中央镇星主信，生戊己，化尘土，司四季，宰圣贤愚痴千种躶灵之人，凡二十九岁纬一周天。”